# Szerencs vasútállomás
Szerencs vasútállomás egy Borsod-Abaúj-Zemplén vármegyei vasútállomás, Szerencs településen, a MÁV üzemeltetésében. A város délkeleti széle közelében helyezkedik el, a 3614-es út vasúti keresztezésétől nem messze nyugati irányban; közúti elérését az abból kiágazó 36 304-es számú mellékút (Vasútállomás utca) teszi lehetővé.

## Megközelítése
- Helyközi busszal:  3729, 3730, 3806, 3851, 3852, 3853, 3855, 3859, 3860

## Vasútvonalak
Az állomást az alábbi vasútvonalak érintik:
- Szerencs–Hidasnémeti-vasútvonal
- Budapest–Sátoraljaújhely-vasútvonal

## Kapcsolódó állomások
A vasútállomáshoz az alábbi állomások vannak a legközelebb:
- Taktaszada megállóhely (Budapest–Sátoraljaújhely-vasútvonal)
- Mezőzombor vasútállomás (Sátoraljaújhely vasútállomás, Budapest–Sátoraljaújhely-vasútvonal)
- Mád vasútállomás (Hidasnémeti vasútállomás, Szerencs–Hidasnémeti-vasútvonal)

## Forgalom
| Járat             | Útvonal | Gyakoriság                                  |
| ----------------- | --- | ------------------------------------------- |
| személyvonat      | Miskolc-Tiszai – Felsőzsolca – Hernádnémeti-Bőcs – Tiszalúc – Taktaharkány – Taktaszada – Szerencs – Mezőzombor – Tarcal – Tokaj – Rakamaz – Virányos – Görögszállás – Nyírtelek – Füzesbokor – Nyíregyháza | 1-2 óránként                                |
| személyvonat      | Szerencs – Mezőzombor – Tarcal – Tokaj – Rakamaz – Virányos – Görögszállás – Nyírtelek – Füzesbokor – Nyíregyháza | 2 óránként                                  |
| személyvonat      | Füzesabony – Szihalom – Mezőkövesd – Mezőkövesd felső – Mezőkeresztes-Mezőnyárád – Csincse – Emőd – Nyékládháza – Miskolc-Tiszai – Felsőzsolca – Hernádnémeti-Bőcs – Tiszalúc – Taktaharkány – Taktaszada – Szerencs – Mezőzombor – Bodrogkeresztúr – Szegi – Erdőbénye – Olaszliszka-Tolcsva – Bodrogolaszi – Sárospatak – Sátoraljaújhely | 2 óránként                                  |
| személyvonat      | Miskolc-Tiszai – Felsőzsolca – Hernádnémeti-Bőcs – Tiszalúc – Taktaharkány – Taktaszada – Szerencs – Mezőzombor – Bodrogkeresztúr – Szegi – Erdőbénye – Olaszliszka-Tolcsva – Bodrogolaszi – Sárospatak – Sátoraljaújhely | Napi 2 pár                                  |
| személyvonat      | Szerencs – Mezőzombor – Bodrogkeresztúr – Szegi – Erdőbénye – Olaszliszka-Tolcsva – Bodrogolaszi – Sárospatak – Sátoraljaújhely | 2 óránként                                  |
| személyvonat      | Szerencs – Mád – Rátka – Tállya – Golop – Abaújszántói fürdő – Abaújszántó | 2 óránként                                  |
| gyorsvonat        | Nyíregyháza → Rakamaz → Tokaj → Szerencs → Taktaszada → Taktaharkány → Tiszalúc → Hernádnémeti-Bőcs → Felsőzsolca → Miskolc-Tiszai | Napi 1 Miskolc felé                         |
| Tokaj InterCity   | Budapest-Nyugati – Zugló – Kőbánya-Kispest – Ferihegy – Cegléd – Szolnok – Püspökladány – Hajdúszoboszló – Debrecen – Nyíregyháza – Tokaj – Szerencs – Miskolc-Tiszai – Füzesabony – Hatvan – Budapest-Keleti | 2 óránként                                  |
| Tokaj InterCity   | Budapest-Nyugati – Zugló – Kőbánya-Kispest – Ferihegy – Cegléd – Szolnok – Püspökladány – Hajdúszoboszló – Debrecen – Nyíregyháza – Rakamaz – Tokaj – Szerencs – Miskolc-Tiszai | Napi 2 Budapest felé és napi 1 Miskolc felé |
| Tokaj InterCity   | Budapest-Keleti – Hatvan – Füzesabony – Miskolc-Tiszai – Szerencs – Tokaj – Nyíregyháza – Debrecen (← Ebes ← Hajdúszoboszló ← Kaba ← Püspökladány ← Karcag ← Kisújszállás ← Fegyvernek-Örményes ← Törökszentmiklós ← Szajol ← Szolnok) | Napi 1 pár                                  |
| Füzér InterCity   | Budapest-Keleti – Füzesabony – Miskolc-Tiszai – Szerencs – Olaszliszka-Tolcsva – Sárospatak – Sátoraljaújhely | Napi 1 pár                                  |
| Zemplén InterCity | Budapest-Keleti – Hatvan – Mezőkövesd – Miskolc-Tiszai – Szerencs – Bodrogkeresztúr – Erdőbénye – Olaszliszka-Tolcsva – Bodrogolaszi – Sárospatak – Sátoraljaújhely | 2 óránként                                  |